# Psychotria brunnescens
Psychotria brunnescens är en måreväxtart som beskrevs av William Grant Craib. Psychotria brunnescens ingår i släktet Psychotria och familjen måreväxter. Inga underarter finns listade i Catalogue of Life.